# رحمة

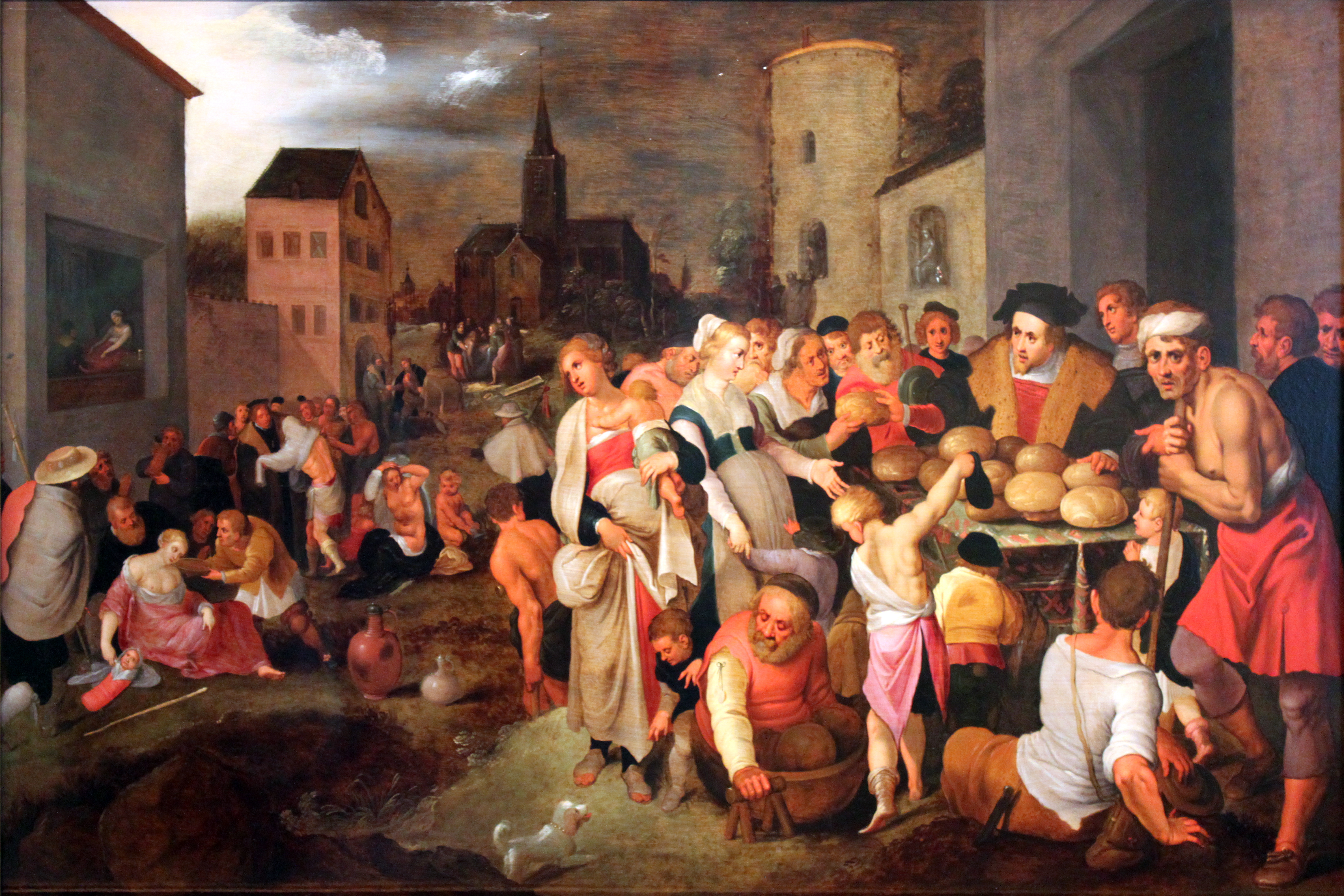
«أعمال الرحمة السبعة»، من رسم فرانس فرانكن الأصغر، 1605.

الرحمة هي الإحسان والمغفرة والطيبة في مجموعة متنوعة من السياقات الأخلاقية والدينية والاجتماعية والقانونية.
في السياق الاجتماعي والقانوني، قد تشير الرحمة في السياق الاجتماعي والقانوني إلى كل من السلوك الشفيق من جانب أصحاب السلطة (مثل الرحمة التي يبديها القاضي تجاه المحكوم عليه)، أو من جانب طرف ثالث إنساني (مثل بعثة الرحمة التي تهدف إلى علاج ضحايا الحرب).

## تعريف
يمكن تعريف "الرحمة" بأنها «شفقة أو إمهال يظهره المرء خاصة لمسيء أو لشخص خاضع لسلطة شخص ما»؛ وأيضًا «النعمة التي هي فعل من أفعال التفضل أو الرأفة الإلهية». "أن يكون المرء تحت رحمة شخص ما" يعني أن يكون الشخص "غير مدافع عن شخص ما".